# 2005-ös Formula–1 amerikai nagydíj
A 2005-ös amerikai nagydíj az Formula–1 történetének egyik legnagyobb botrányát hozta. A futamot 2005. június 19-én rendezték az Indianapolis Motor Speedway-en. A felvezető kör előtt még 20 autó állt a rajtrácson, de végül csak a 3 Bridgestone abroncsot használó csapat (a Ferrari, a Minardi és a Jordan) 6 pilótája rajtolt el. A többi Michelin gumikon futó autó a felvezető kör után a boxba hajtott.
A versenyhétvégén számos panasz érkezett a francia gyár abroncsaira, a gyenge gumi miatt a toyotás Ralf Schumacher balesetet is szenvedett az egyik pénteki szabadedzésen. Ezek után a Michelin arról tájékoztatta a csapatokat, hogy a gumik használata nem biztonságos, nem bírnak ki egy egész futamot. Ez azért jelentett komoly problémát, mert ebben az évben tilos volt a futam közbeni kerékcsere. Rontott a helyzeten, hogy a pálya egyes részein friss volt az aszfalt, ami tovább fokozta a gumik kopását.
Az FIA (Nemzetközi Automobil Szövetség) elvetette a gumigyártó azon javaslatát, hogy a sebesség, és így az extrém gumikopás csökkentésére lassítót helyezzenek el a pályán, mondván, ez súlyosan sportszerűtlen lenne a Bridgestone abroncsokat használó csapatokkal szemben, illetve egy ilyen utolsó pillanatban történő változtatás a pálya vonalvezetésén baleseteket is eredményezhetne.
A versenyt teljesítő 6 pilóta versenyét végül Michael Schumacher nyerte, aki ezzel a világbajnoki pontversenyben úgy szerzett 10 pontot, hogy riválisai közül egy sem növelhette egységei számát.
A történtek komoly negatív hatást gyakoroltak a Formula 1 megítélésére, főleg az Egyesült Államokban, azon a piacon, ahol az F1 komoly erőfeszítéseket tett a megelőző 20 évben annak érdekében, hogy népszerűvé váljon.

## A futam előtt

### Gondok a Michelin abroncsaival
2005. június 17-én, a délutáni szabadedzésen Ralf Schumacher balesetet szenvedett a 13-as kanyarban, vélhetően egy bal hátsó defekt miatt. Schumacher meg is sérült, így a hétvége további részében a csapat tesztpilótája, Ricardo Zonta ült be a Toyotába. Az ominózus 13-as kanyar egy erősen döntött kanyar, ahol nagy sebességgel haladnak a versenyautók, emiatt a szokásosnál is nagyobb terhelés éri a gumikat.
Június 18-án a Michelin értesítette a vele szerződésben álló csapatokat, hogy nem tudja, mi okozza a gumi rendkívüli kopását a 13-as kanyarban és bejelentette, hogy egy másik keveréket hoz a versenyre. Azonban ezek az abroncsok - mely keveréket egyébként a spanyol nagydíjon használtak a csapatok - sem bírták a terhelést.

### Tárgyalás a Michelin és az FIA között
Június 18-án a Michelin részéről Pierre Dupasquier és Nick Shorrock levélben értesítették Charlie Whitingot, az FIA által delegált versenyigazgatót, hogy nem tudják, mi okozza a gumik problémáját. Kijelentették, hogy ha a pálya vonalvezetésének megváltoztatásával nem lassítják le a versenyautók haladását a 13-as kanyarban, akkor maximum 10 körre tudják garantálni a gumik biztonságos működését.
Másnapi válaszában Whiting meglepetésének adott hangot, amiért a Michelin nem tudott a pálya adottságainak megfelelő abroncsot szállítani a futamra, valamint javasolta, hogy a Michelin gumit használó csapatok maximálják a pilóták által a 13-as kanyarban elérhető sebességet a gumiszállító által meghatározandó szinten. Reagált a csapatok által javasolt felvetésekre is. Kijelentette, hogy az utólag leszállított abroncsok használatát a versenyfelügyelők szabálytalannak tekintik, és elvetette a 13-as kanyarban elhelyezendő lassító ötletét is, ami véleménye szerint sportszerűtlen lépés lenne a Bridgestone gumikat használó csapatokkal szemben.
19-én kelt levelükben a Michelin képviselői kijelentették, hogy ha nem történik változtatás a nyomvonalon, akkor az időmérőkön használt abroncsokkal nem engedik rajthoz állni a csapatokat és megismételték a lassító beépítésére tett javaslatukat. Whiting válaszában továbbra sem járult hozzá lassító beépítéséhez. Ismét javasolta a csapatoknak, hogy önként korlátozzák a kanyarban elért sebességüket. A később leszállított gumikat használó csapatok számára büntetést helyezett kilátásba, illetve javasolta, hogy szükség esetén cseréljenek gumit futam közben, ami engedélyezett, ha a pilóta biztonsága ezt megkívánja.

### Kompromisszumkeresés
Paul Stoddart, a Minardi csapat tulajdonosa június 22-én nyilvánosságra hozott egy beszámolót a futamot megelőző eseményekről. A verseny napján, délelőtt 10 órakor Stoddart részt vett egy értekezleten, ahol jelen volt a versenypálya vezérigazgatója, a Michelin képviselői, Bernie Ecclestone, a csapatvezetők és a Michelin technikai szakemberei. A meghívottak közül egyedül a Ferrari csapatvezetője, Jean Todt nem jelent meg.
Stoddart beszámolója alapján a következőképpen zajlott a megbeszélés: a Michelin képviselői előadták, hogy a gumijaik nem bírnak ki egy teljes versenytávot, ezért kérték a Bridgestone abroncsokat használó csapatok beleegyezését a lassító beépítésébe. A jelenlévők megegyeztek, hogy elvetik az FIA sebességet korlátozó javaslatát, mert az balesetveszélyes. Szintén elvetették azt a felvetést, hogy 10 körönként kötelező legyen kiállni a boxba. Abban állapodtak meg, hogy a lassító beépítése a legjobb megoldás, és meg is bízták a jelen lévő illetéseket, hogy dolgozzák ki ennek megvalósítási terveit. Megállapodtak, hogy Bernie Ecclestone beszélni fog a távol maradó Todt-al, valamint az FIA-elnök Max Mosley-val, majd ezek után újra találkoznak.
Ecclestone 10:55-kor azzal tért vissza, hogy Todt elutasította a javaslatot és kijelentette, hogy az egész ügy az FIA és a Michelin problémája, nem az övé. Mosley pedig azt üzente, ha bármilyen változtatást végeznek a nyomvonalon, azonnal törli a futamot. 
Stoddart beszámolójának 22-én történő nyilvánosságra hozatala előtt már napvilágot látott egy nyilatkozat, melyben Todt tagadta, hogy őt bárki is kérdezte volna, de - állítása szerint - ha ez meg is történik, ő nem járult volna hozzá a lassító beépítéséhez.

### A csapatvezetők terve
A csapatvezetők és Stoddart újabb javaslatokkal álltak elő: a verseny ne számítson világbajnoki futamnak, a Michelines csapatok ne szerezhessenek pontot, csak a Michelines csapatoknak kelljen használniuk a lassítót. Végül abban állapodtak meg, hogy beépítik a lassítót és a verseny nem fog világbajnoki futamnak számítani. A versenyt akkor is megrendezik, ha ilyen feltételekkel a Ferrari esetleg nem áll rajthoz.
Tisztában voltak vele, hogy az FIA nem fogja elfogadni a döntésüket és semmilyen formában nem vesz majd részt a verseny lebonyolításában, ezért kijelölték azokat a személyeket, akik majd helyettesítik az FIA alkalmazottakat, például Charley Whiting versenyigazgatót vagy a biztonsági autó sofőr Bernd Maylandert.
Ezek után összehívták a 20 pilótát, hogy tájékoztassák őket a tervről. Erről Stoddart az írja: "Abban nem lehetek biztos, hogy minden versenyző egyetértett a javaslattal, de azt ki tudom jelenteni, hogy senki nem tiltakozott." A Ferrari pilótái nem nyilvánítottak véleményt, a döntést Todt-ra hagyták, aki nem volt jelen.
A többi 9 csapatvezető úgy nyilatkozott, hogy ha nem tudnak döntésre jutni az FIA-val, akkor nem vesznek részt a futamon.
Rövid szünet után folytatták a megbeszélést Ecclestone irodájában, ahol a Renault csapatfőnöke, Flavio Briatore éppen Max Mosley-val beszélt telefonon. Mosley minden javaslatot elutasított, valamint tájékoztatta az FIA legmagasabb rangú amerikai képviselőjét, hogy ha az FIA hozzájárulása nélkül rendezik a futamot vagy bármilyen változtatást végeznek a pályán, az veszélybe sodorja nem csak az amerikai nagydíj, hanem minden más amerikai FIA esemény jövőjét is.
Június 22-én, amikor Stoddart beszámolója nyilvánosságra került, az FIA kiadott egy közleményt, melyben tagadják, hogy Mosley ilyen kijelentést tett volna, illetve bármilyen hasonló beszélgetést lezajlott volna.
Ezek után a Michelines csapatvezetők, Stoddart és Ecclestone felvetették, hogy a futamon az autóik rajthoz állnak, de a versenyen nem fognak elindulni. Stoddart megkérdezte a Jordan csapatfőnökét, Colin Kollest, hogy elindítja-e versenyzőit, aki igennel felelt, bár korábban ígéretet tett, hogy ők sem vesznek részt a versenyen. Később Stoddartot megkereste a Bridgestone egyik képviselője, és közölte vele, hogy ők szeretnék, ha a Minardi is versenyezne. Azt is közölte vele, hogy tekintve Stoddart és Mosley kapcsolatát, érzése szerint szankciókra számíthat (Stoddart), ha visszalép a versenytől. Ezek után Stoddart is a versenyzés mellett döntött, de kijelentette, hogy ha a Jordanek nem fejezik be a versenyt, akkor ő is behívja a pilótáit.

## A futam
A verseny előtt az összes autó felállt a rajtrácsra, majd miután megkapták az engedélyt, elindultak a felvezető körre. A 13-as kanyarnál, ahol a bokszutca bejárata is volt, az összes Michelin abroncson futó autó lehajtott a pályáról, így csak a 3 Bridgestone gumit használó csapat 6 pilótája foglalta el helyét a rajtrácson.
A levonuló autók látványa feldühítette a szurkolókat, akik nem igazán értették, mi történik. Több helyről is sörös dobozok, üdítős flakonok és szemét repült a pályára. A futam rögtön a rajt után kétszemélyes versennyé vált a Ferraris Michael Schumacher és Rubens Barrichello között. Őket követte lemaradva a Jordan két pilótája, Tiago Monteiro és Narain Karthikeyan, majd végül a két Minardiban Christijan Albers és Patrick Friesacher.
A futam egyedüli említésre méltó eseménye az 51. körben történt, amikor a boxkiállásról visszatérő Schumacher és Barrichello egyszerre értek az 1-es kanyarhoz, és a brazil kénytelen volt a fűre hajtani, hogy elkerülje az ütközést. Az eset után mindkét pilótára rászóltak a boxból, hogy vigyázzanak egymásra, valamint lassabb tempóra utasították őket. A versenyt végül Schumacher nyerte, Barrichello és Monteiro előtt. A további sorrend Karthikeyan, Albers és Friesacher.
A Minardi és a Jordan 2005-ben ezen a versenyen szerezte első pontjait.
A díjátadó ceremónián egyik meghívott vendég sem vett részt. A Ferrari pilótái a trófeák átvétele után ünneplés nélkül távoztak a pódiumról.

## A futam után
A 2005-ös évben ez volt Schumacher egyetlen győzelme, megszakítva ezzel karrierje második leghosszabb nyeretlenségi sorozatát. A megszerzett 10 ponttal a világbajnoki pontversenyben az ötödikről a harmadik helyre lépett előre, Barrichello a hatodikról a negyedikre, a Ferrari csapat pedig a konstruktőrök között a negyedikről a második helyre került.
Bernie Ecclestone a futam előtt az ITV-nek adott interjújában nem sok jót jósolt a jövőben az amerikai nagydíjnak, illetve a Michelinnek az F1-ben. Véleménye szerint a történtekért a csapatok nem hibáztathatóak.
A futamot többen komédiának bélyegezték. Egyesek kiemelték, hogy a korábbi nézeteltérések a csapatok és Max Mosley között (ami miatt felvetődött, hogy a csapatok saját sorozatot indítanak) komolyan hozzájárultak a történtekhez, a futam eseményei pedig akár végleges szakításhoz is vezethetnek.
A futam után Paul Stoddart kijelentette, hogy a Ferrari kivételével az összes csapat megegyezett, hogy nem vesznek részt a versenyen, és ha a Jordan betartja az ígéretét, akkor a Minardi sem változtatott volna döntésén. A később kiadott beszámolójában Stoddart kifejti, hogy bár a Michelin hibája volt, hogy nem tudott megbízható abroncsot szállítani a versenyre, ő teljes egészében Max Mosley-t és az FIA-t teszi felelőssé, hogy így alakultak az események. Kisebb részben, de hibásnak tartja a Ferraris Jean Todt-ot is. Közleményében Stoddart lemondásra szólítja fel Mosley-t.

### Az FIA reakciója
Június 20-án az FIA közleményt adott ki, melyben magyarázatot ad arra, hogy miért nem járult hozzá a csapatok által javasolt változtatásokhoz. Továbbá a hét érintett Michelines csapatot beidézte egy meghallgatásra a Motorsport Világtanács elé, magyarázatot várva arra, miért nem vettek részt a futamon, amivel véleményük szerint megszegték a Concorde-szerződést. A FIA azzal vádolta a csapatokat, hogy megsértették a szervezet Nemzetközi Sportkódexének 151/c pontját, vagyis tettük hátrányosan érinti a versenyt és általában a motorsport megítélését. A konkrét vádak:
- nem rendelkeztek megfelelő gumiabroncsokkal a versenyen való részvételhez
- szabálytalanul maradtak távol a versenytől
- szabálytalanul utasították el, hogy csökkentsék az autók sebességét az egyik kanyarban olyan szintre, amivel biztonságosan lehetett volna versenyezni
- az akciójukkal rontották az F1 megítélését
- nem tájékoztatták előre a versenyfelügyelőket, hogy nem kívánnak részt venni a futamon

Június 22-én Max Mosley kiadott egy sajtóközleményt, melyben kérdés-válasz formában megpróbálta tisztázni az FIA álláspontját. Ebben Mosley felvázolt egy olyan képzeletbeli helyzetet, amikor az egyik gyártó által szállított motornak olajellátási problémái vannak magas fordulatszám mellett, majd rámutatott, hogy ilyen helyzetben az érintett csapatok nyilvánvalóan alacsonyabb fordulatszámon használnák a motort. Elismételte, hogy azért nem járult hozzá lassító beépítéséhez, mert egy ilyen ki nem próbált nyomvonal balesetveszélyes lehetett volna. Kiemelte, hogy az FIA által javasolt megoldások elfogadhatók voltak. Értetlenségét fejezte ki amiatt, hogy a csapatok nem éltek a többszöri boxkiállás lehetőségével, különösen úgy, hogy a 6 Bridgestone gumit használó csapat mögött a hetedik és nyolcadik, még pontszerző helyekért versenyezhettek volna egymással.
Június 29-én a Motorsport Világtanács a 7 csapatot vétkesnek találta az első és második pontban, vagyis hogy nem rendelkeztek megfelelő gumikkal (itt figyelembe vették az enyhítő körülményeket), illetve szabálytalanul maradtak távol a futamtól. Büntetésről azonban nem született döntés.
Július 22-én a testület megváltoztatta döntését, és felmentette a csapatokat, mégpedig az FIA-nak korábban benyújtott bizonyítékok alapján. Meg nem erősített információk alapján ugyanis a Michelines csapatok Indiana állam törvényei alapján bűncselekményt követtek volna el, ha az ismert biztonsági kockázat dacára engedik versenyezni a pilótáikat.

### Kártérítés
Június 28-án a Michelin bejelentette, hogy minden nézőt kártalanítanak, aki jegyet váltott a versenyre. Továbbá felajánlott 20.000 jegyet a következő évi futamra azoknak a nézőknek, akik rendelkeztek belépővel a versenyre.
Felvetődött annak ötlete, hogy rendezzenek egy futamot Indianapolisban, aminek eredménye nem tartozna bele a világbajnoki küzdelembe. Július 2-án, a francia nagydíjon a McLaren csapatfőnöke, Ron Dennis azt nyilatkozta, hogy szerinte a szezon befejezése után meg lehetne rendezni ezt a plusz futamot. A csapatok feltehetően Bernie Ecclestone-nal is egyeztettek a kérdésben. Azonban másnap Tony George, az indianapolisi pálya igazgatója elvetette ennek lehetőségét: "Idén ősszel nem lesz verseny az indianapolisi pályán."

## Időmérő edzés
| Helyezés | Versenyző            | Csapat/Motor      | Idő      | Különbség |
| -------- | -------------------- | ----------------- | -------- | --------- |
| 1        | Jarno Trulli         | Toyota            | 1:10.625 | –         |
| 2        | Kimi Räikkönen       | McLaren-Mercedes  | 1:10.694 | + 0.069   |
| 3        | Jenson Button        | BAR-Honda         | 1:11.277 | + 0.652   |
| 4        | Giancarlo Fisichella | Renault           | 1:11.290 | + 0.665   |
| 5        | Michael Schumacher   | Ferrari           | 1:11.369 | + 0.744   |
| 6        | Fernando Alonso      | Renault           | 1:11.380 | + 0.755   |
| 7        | Rubens Barrichello   | Ferrari           | 1:11.431 | + 0.806   |
| 8        | Szató Takuma         | BAR-Honda         | 1:11.497 | + 0.872   |
| 9        | Mark Webber          | Williams-BMW      | 1:11.527 | + 0.902   |
| 10       | Felipe Massa         | Sauber-Petronas   | 1:11.555 | + 0.930   |
| 11       | Juan Pablo Montoya   | McLaren-Mercedes  | 1:11.681 | + 1.056   |
| 12       | Jacques Villeneuve   | Sauber-Petronas   | 1:11.691 | + 1.066   |
| 13       | Ricardo Zonta        | Toyota            | 1:11.754 | + 1.129   |
| 14       | Christian Klien      | Red Bull-Cosworth | 1:12.132 | + 1.507   |
| 15       | Nick Heidfeld        | Williams-BMW      | 1:12.430 | + 1.805   |
| 16       | David Coulthard      | Red Bull-Cosworth | 1:12.682 | + 2.057   |
| 17       | Tiago Monteiro       | Jordan-Toyota     | 1:13.462 | + 2.837   |
| 18       | Christijan Albers    | Minardi-Cosworth  | 1:13.632 | + 3.007   |
| 19       | Narain Karthikeyan   | Jordan-Toyota     | 1:13.776 | + 3.151   |
| 20       | Patrick Friesacher   | Minardi-Cosworth  | 1:14.494 | + 3.869   |

## Futam végeredménye
| Helyezés | Rajtszám | Versenyző            | Csapat/Motor      | Futott kör | Idő/Kiesés oka | Rajthely | Pont |
| -------- | -------- | -------------------- | ----------------- | ---------- | -------------- | -------- | ---- |
| 1        | 1        | Michael Schumacher   | Ferrari           | 73         | 1h29:43.181    | 5        | 10   |
| 2        | 2        | Rubens Barrichello   | Ferrari           | 73         | + 1.522        | 7        | 8    |
| 3        | 18       | Tiago Monteiro       | Jordan-Toyota     | 72         | + 1 kör        | 17       | 6    |
| 4        | 19       | Narain Karthikeyan   | Jordan-Toyota     | 72         | + 1 kör        | 19       | 5    |
| 5        | 21       | Christijan Albers    | Minardi-Cosworth  | 71         | + 2 kör        | 18       | 4    |
| 6        | 20       | Patrick Friesacher   | Minardi-Cosworth  | 71         | + 2 kör        | 20       | 3    |
| NI       | 16       | Jarno Trulli         | Toyota            | 0          | Visszalépett   | 1        |      |
| NI       | 9        | Kimi Räikkönen       | McLaren-Mercedes  | 0          | Visszalépett   | 2        |      |
| NI       | 3        | Jenson Button        | BAR-Honda         | 0          | Visszalépett   | 3        |      |
| NI       | 6        | Giancarlo Fisichella | Renault           | 0          | Visszalépett   | 4        |      |
| NI       | 5        | Fernando Alonso      | Renault           | 0          | Visszalépett   | 6        |      |
| NI       | 4        | Szató Takuma         | BAR-Honda         | 0          | Visszalépett   | 8        |      |
| NI       | 7        | Mark Webber          | Williams-BMW      | 0          | Visszalépett   | 9        |      |
| NI       | 12       | Felipe Massa         | Sauber-Petronas   | 0          | Visszalépett   | 10       |      |
| NI       | 10       | Juan Pablo Montoya   | McLaren-Mercedes  | 0          | Visszalépett   | 11       |      |
| NI       | 11       | Jacques Villeneuve   | Sauber-Petronas   | 0          | Visszalépett   | 12       |      |
| NI       | 17       | Ricardo Zonta        | Toyota            | 0          | Visszalépett   | 13       |      |
| NI       | 15       | Christian Klien      | Red Bull-Cosworth | 0          | Visszalépett   | 14       |      |
| NI       | 8        | Nick Heidfeld        | Williams-BMW      | 0          | Visszalépett   | 15       |      |
| NI       | 14       | David Coulthard      | Red Bull-Cosworth | 0          | Visszalépett   | 16       |      |

## A világbajnokság élmezőnyének állása a verseny után
| H | Versenyzők         | Pont | H | Konstruktőrök    | Pont |
| - | ------------------ | ---- | - | ---------------- | ---- |
| 1 | Fernando Alonso    | 59   | 1 | Renault          | 76   |
| 2 | Kimi Räikkönen     | 37   | 2 | McLaren-Mercedes | 63   |
| 3 | Michael Schumacher | 34   | 3 | Ferrari          | 63   |
| 4 | Rubens Barrichello | 29   | 4 | Williams-BMW     | 47   |
| 5 | Jarno Trulli       | 27   | 5 | Toyota           | 47   |

## Statisztikák
Vezető helyen:
- Michael Schumacher: 51 (1-26 / 49-73)
- Rubens Barrichello: 22 (27-48)

Michael Schumacher 84. (R) győzelme, 69. (R) leggyorsabb köre, Jarno Trulli 3. pole-pozíciója.
- Ferrari 183. győzelme.